# Новинка (Поречьевское сельское поселение)
Новинка — опустевшая деревня в Бежецком районе Тверской области. Входит в состав Поречьевского сельского поселения.

## География
Находится в восточной части Тверской области на расстоянии приблизительно 35 км на север-северо-запад по прямой от районного центра города Бежецк.

## История
В 1859 году здесь (деревня Бежецкого уезда Тверской губернии) было учтено 12 дворов, в 1978 — 14. Ныне заброшена.

## Население
Численность населения: 76 человек (1859 год), 2 (русские 100 %) в 2002 году, 0 в 2010.